# Società numismatica italiana
La Società numismatica italiana è un'associazione culturale che si interessa di numismatica e si pone come scopo la promozione e la diffusione di studi "relativi alle monete, alle tessere, ai pesi monetari, alle medaglie e ai sigilli".

## Storia
Fu fondata nel 1892, in pieno clima post-unitario, per adempiere all'auspicio espresso quattro anni prima da un gruppo di studiosi italiani di numismatica, tra cui Solone Ambrosoli, il maggiore Vergano e i fratelli Francesco ed Ercole Gnecchi, riunitisi nel 1888 nell'occasione dell'uscita del primo numero della Rivista italiana di numismatica: «[...] fondare una Società italiana di numismatica a similitudine di quelle che fioriscono presso altre nazioni».
Tra i soci fondatori figura l'allora principe di Napoli (poi Vittorio Emanuele III), appassionato di numismatica, che ne fu presidente onorario dal 1897. 
La società, che ha sede a Milano, accoglie tra i suoi soci i maggiori studiosi di numismatica e collezionisti italiani e stranieri, fra cui Serafino Ricci, uno dei primi docenti universitari per la materia.
Nell'albo d'onore figurano Philip Grierson, Carlo Maria Cipolla, Francesco Panvini Rosati, Laura Breglia, Maria Radnoti-Alföldi, Michael Crawford ed Ermanno Arslan.
Pubblica la Rivista italiana di numismatica e scienze affini, la più antica rivista scientifica di numismatica italiana, fondata nel 1888 da Francesco e Ercole Gnecchi. Pubblica anche la Collana di numismatica e scienze affini.